# Eelderdiep
Het Eelderdiep (ook Eekhoornsche Loop) is een beek in het noorden van de Nederlandse provincie Drenthe.
De beek begint even ten noorden van Vries en mondt even ten zuiden van Hoogkerk uit in het Peizerdiep. Het laatste gedeelte, dat stroomt door de Peizer- en Eeldermaden wordt gekenmerkt door de vele meanders. Deze oude loop is bewaard gebleven hoewel er vanaf de Schelfhorst een parallelleiding is aangelegd; het Omgelegde Eelderdiep. Het Omgelegde Eelderdiep werd in 1928 gegraven in het kader van de ruilverkaveling, om wateroverlast in de oostelijke helft van het beekdal te voorkomen. De omlegging is bij de herinrichting van De Onlanden -waar het Eelderdiep een belangrijk onderdeel van uitmaakt- weer afgesloten van de originele loop.
Het Eelderdiep vormt vanaf Bunne tot zijn uitmonding bij Hoogkerk de grens tussen de gemeentes Tynaarlo en Noordenveld.

## Poëzie
- In 1992 verscheen de dichtbundel Het Omgelegde Eelderdiep van dichtgroep Triade, bestaande uit Dirk Dijkstra, Ruben van Gogh en Jos Tolboom.

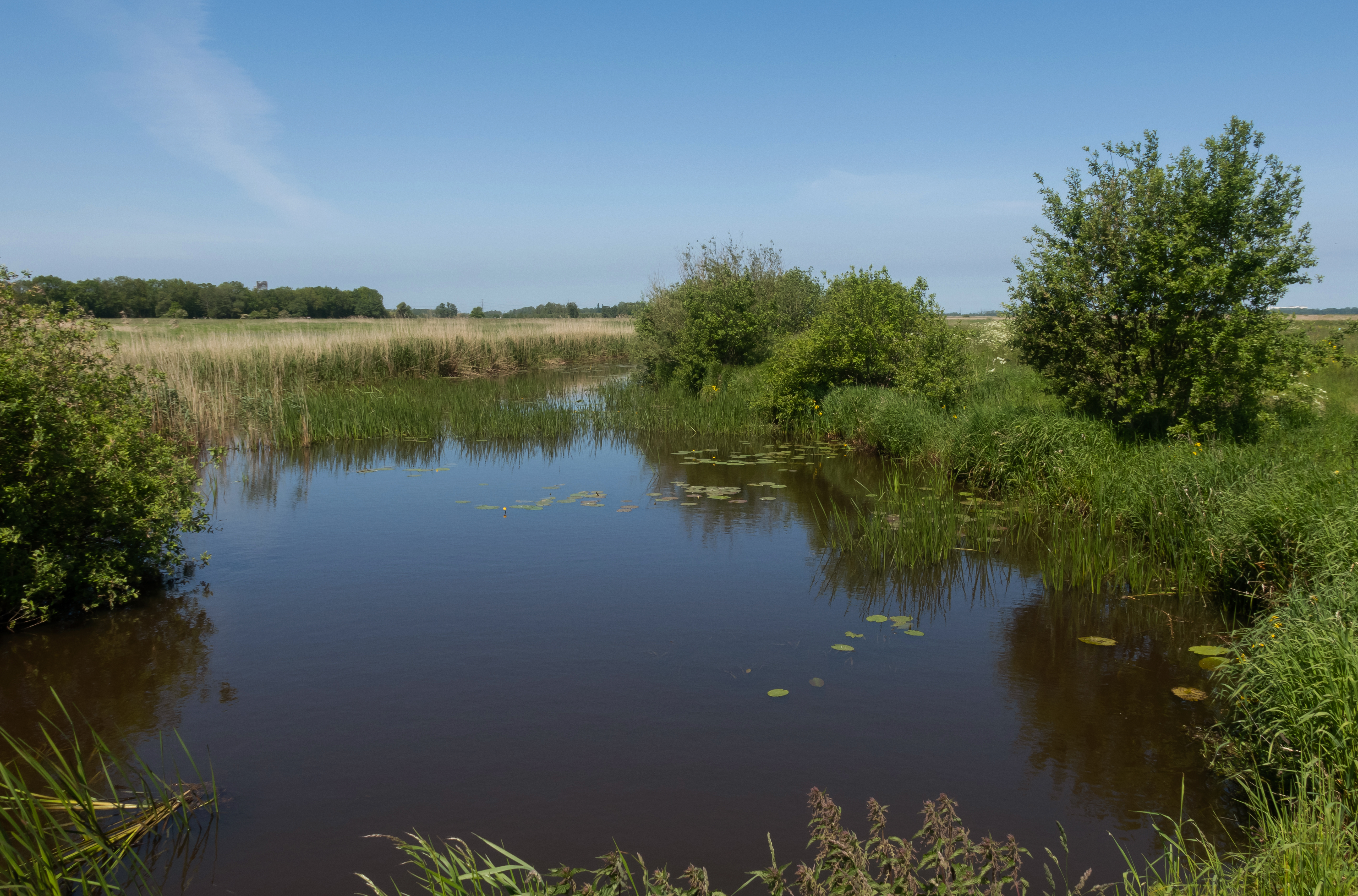
Het Eelderdiep tussen Eelde-Paterswolde en Haren in Natuurgebied de Onlanden